# 打數
打數（At bat）是棒球運動中的一個成績計算名詞，指打擊手完成一次打擊（完成一次打擊即算一次打席數）且這次打擊並非成功的犧牲觸擊、四壞球保送、觸身球保送、高飛犧牲打的次數。
打數最主要用於打擊率（安打除以打數）的計算，由於相較於打席數而言，它扣除了前述這幾種雖然未擊出安打，但也算是成功的一次打擊的情形，這使得打擊率的計算，能更有效地反映打者的打擊成績。
計算公式為：
打數 = 打席數 - 四死球 - 高飛犧牲打 - 犧牲短打 - 妨礙打擊
例外：
當計算連續安打打數時，此時的打數將包含高飛犧牲打，亦即打者在擊出高飛犧牲打後將會中斷連續安打。